# Bardaci
Bardaci su naseljeno mjesto u općini Teslić, Republika Srpska, BiH.

## Stanovništvo
| Bardaci            |              |              |              |
| godina popisa      | 1991.        | 1981.        | 1971.        |
| Hrvati             | 393 (60,18%) | 469 (70,20%) | 460 (71,53%) |
| Muslimani          | 176 (26,95%) | 167 (25,00%) | 168 (26,12%) |
| Srbi               | 4 (0,61%)    | 4 (0,59%)    | 8 (1,24%)    |
| Jugoslaveni        | 61 (9,34%)   | 25 (3,74%)   | 0            |
| ostali i nepoznato | 19 (2,90%)   | 3 (0,44%)    | 7 (1,08%)    |
| ukupno             | 653          | 668          | 643          |

## Vanjske poveznice
- Satelitska snimka  Arhivirana inačica izvorne stranice od 14. veljače 2021. (Wayback Machine)